# Kjell
Kjell är en modern namnform av det fornnordiska mansnamnet Kettil vilket i sin tur ursprungligen kommer från fornnordiska ordet ketill "hjälm". Kettil användes ursprungligen som tillnamn och var då identiskt med ordet "kittel".
Kjell var ett populärt namn på 1940- och 1950-talen och är fortfarande totalt sett ett av de vanligare svenska mansnamnen. Den 31 december 2014 fanns det totalt 54 764 personer i Sverige med namnet, varav 30 935 med det som tilltalsnamn. Det är dock i dag mycket ovanligt som tilltalsnamn för nyfödda pojkar. Färre än tio personer har fått Kjell som tilltalsnamn under vart och ett av åren 1998–2012.
Namnsdag i Sverige: 8 juli (sedan 1901). I den finlandssvenska namnsdagslängden har Kjell namnsdag 8 juni sedan 1950.
Kjell brukas även som efternamn som förekom som soldatnamn. 31 december 2014 bars efternamnet Kjell av 853 personer i Sverige.

## Personer med förnamnet Kjell
| - Kjell Alinge, radiojournalist och sketchförfattare - Kjell-Åke Andersson, regissör - Kell Areskoug, friidrottare - Kjell Askildsen, norsk författare - Kjell Bækkelund, norsk klassisk pianist - Kjell Bergqvist, skådespelare - Kjell Boman, historievetare, 10 000-kronorsfrågevinnare - Kjell Bondevik, norsk politiker - Kjell Magne Bondevik, norsk statsminister - Kjell-Olof Bornemark, författare - Kjell Bystedt, friidrottare - Kjell Bäckman, tävlingsskrinnare, OS-brons 1960 - Kjell Eriksson, författare - Kjell Eriksson, radioman - Kjell Espmark, författare och ledamot av Svenska Akademien - Kjell Fagéus, klarinettist - Kjell-Olof Feldt, f.d. finansminister (S) - Kjell-Hugo Grandin, skådespelare - Kjell Grede, svensk filmregissör - Kjell Härnqvist, pedagog, universitetsrektor - Kjell Höglund, sångare - Kjell Ingebretsen, norsk-svensk dirigent, Musikaliska Akademiens preses - Kjell Isaksson, friidrottare - Kjell Johansson (bordtennisspelare), bragdmedaljör | - Kjell Johansson (författare) - Kjell Johansson (tennisspelare) - Kjell Jonevret, tränare i Djurgårdens IF FF - Kjell Kraghe, sångare och revyförfattare - Kjell Larsson, svensk politiker (S), f.d. statsråd - Kjell Laugerud, president i Guatemala 1974-1978 - Kjell Lejon, kyrkohistoriker - Kjell Lönnå, allsångsledare - Kjell-Rune Milton, ishockeyspelare - Kjell-Åke Nilsson, friidrottare - Kjell Roos, musiker - Kjell Rosén, fotbollsspelare, OS-guld 1948 - Kjell Samuelson (sångare), gospelsångare - Kjell Stensson, tv-journalist och programledare - Kjell-Erik Ståhl, maratonlöpare - Kjell Sundvall, regissör - Kjell Svensson, militär - Kjell Svensson, ishockeymålvakt, förbundskapten i Tre Kronor - Kjell Tånnander, friidrottare - Kjell Westö, finlandssvensk författare - Kjell Wigren, gitarrist, musikförläggare, låtskrivare - Kjell Öberg, ämbetsman, ambassadör |

## Personer med efternamnet Kjell
- Bengt Kjell (född 1926), fotbollsspelare
- Gustav Kjell  (född 1996), friidrottare, sprinter
- Magnus Kjell (född 1958), seglare